# Frederick Forsyth

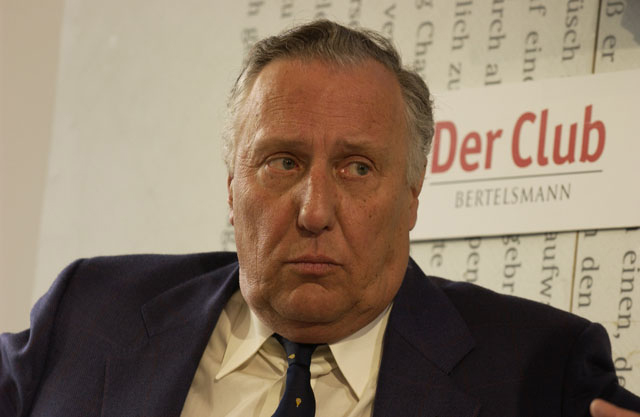
Frederick Forsyth 2003.

Frederick McCarthy Forsyth, född 25 augusti 1938 i Ashford, Kent, död 9 juni 2025 i Jordans nära Beaconsfield, Buckinghamshire, var en brittisk författare, främst känd för thrillerromaner, varav flera har filmatiserats.
Som nittonåring blev han en av de yngsta piloterna någonsin i Royal Air Force, där han tjänstgjorde fram till 1958. Sedan blev han reporter och arbetade för Reuters och BBC. Han bevakade bland annat kriget i Biafra och skrev en bok om det, The Biafra Story.
Forsyth fick sitt genombrott med Schakalen (The Day of the Jackal) 1970, filmatiserad år 1973 och 1997.